# Kuvshínovo
Kuvshínovo (ruso: Кувши́ново) es una ciudad rusa, capital del raión homónimo en la óblast de Tver.
En 2021, la ciudad tenía una población de 9262 habitantes.
Se ubica a medio camino entre Ostáshkov y Torzhok sobre la carretera 28K-1785.

## Historia
Se conoce la existencia del pueblo desde 1624, cuando era conocido como "Kamennoye" o "Kamenskoye". Formaba parte del uyezd de Torzhok en la gobernación de Tver. Desde 1799, la familia noble Musin-Pushkin estableció aquí una fábrica de papel, que en 1869 fue comprada por un empresario de Moscú llamado Kuvshínov. El pueblo se convirtió en un centro literario de la época, donde en 1897 vivió Máximo Gorki y en 1900 nació Serguéi Ózhegov.
Adoptó su topónimo actual a partir de 1910, cuando se construyó el poblado ferroviario de Kuvshínovo para dar servicio a un ramal que llegaba aquí desde Torzhok; el nuevo poblado ferroviario rápidamente superó en tamaño al antiguo pueblo y acabó absorbiéndolo como un barrio, quedando ambas localidades reconocidas oficialmente como una sola ciudad en 1938. Aunque la localidad pasó de tener doscientos habitantes a mediados del siglo XIX a tener trece mil a mediados del XX, su economía ha estado siempre limitada por su dependencia de la fabricación de papel, que sigue siendo la base de la economía local.